# جانسونتاون، شهرستان برکلی، ویرجینیای غربی
جانسونتاون (به انگلیسی: Johnsontown) یک منطقهٔ مسکونی در ایالات متحده آمریکا است که در شهرستان برکلی، ویرجینیای غربی واقع شده‌است.